# Cnidus akaensis
Cnidus akaensis är en insektsart som beskrevs av Synave 1962. Cnidus akaensis ingår i släktet Cnidus och familjen vedstritar. Inga underarter finns listade i Catalogue of Life.